# Rennes-les-Bains
Rennes-les-Bains er en by og commune i Aude-départementet  i regionen Occitanie i det sydvestlige Frankrig. Byen ligger 48 km fra Carcassonne, 20 km fra Limoux, 3 km fra Rennes-le-Château og midt i det område, hvor katharene oprindeligt holdt til. Byen er en gammel kurby og der springer flere varme kilder i byen.